# Astroballe
 (août 2025).
Si vous disposez d'ouvrages ou d'articles de référence ou si vous connaissez des sites web de qualité traitant du thème abordé ici, merci de compléter l'article en donnant les références utiles à sa vérifiabilité et en les liant à la section « Notes et références ».
L'Astroballe est une salle de basket-ball située à Villeurbanne.
C'est la salle de l'ASVEL Lyon-Villeurbanne. La salle comporte 5560 places assises. 
Ce site est desservi par la station de métro Laurent Bonnevay - Astroballe.

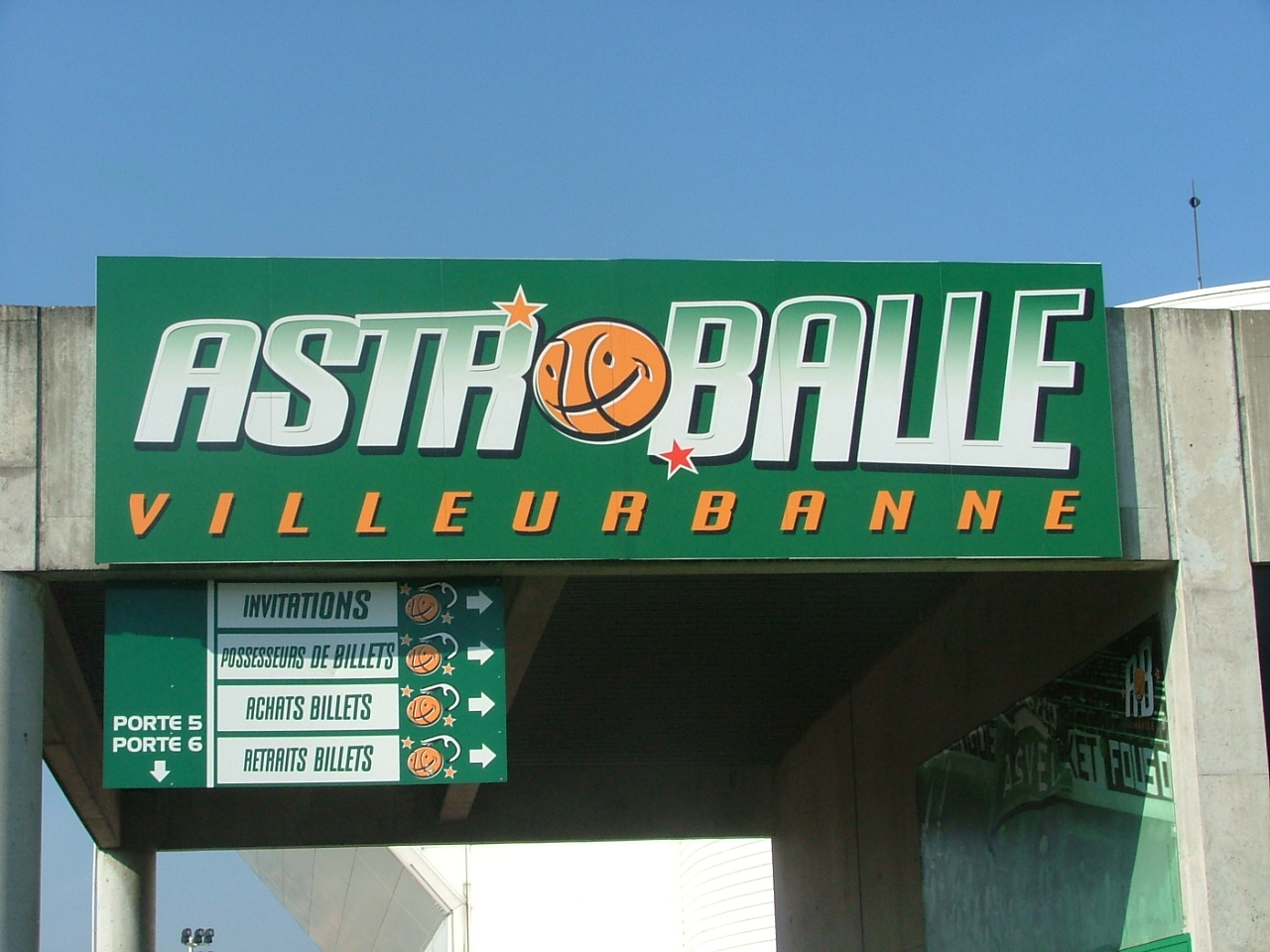
Vue sur l'entrée de l'Astroballe

## Autres évènements
- 1997, pièce "La Légende de Judo" jouée par la Badaboum Théâtre[1].
- Le 2 mai 1998 : championnat du monde WBC entre Hacine Cherifi (vainqueur) et Keith Holmes.